# Cuarteto Hellmesberger
El Cuarteto Hellmesberger o Hellmesberger Quartet (en inglés) fue un cuarteto de cuerda formado en Viena en 1849, fundado por Josef Hellmesberger (padre).
El cuarteto original estaba formado por Josef Hellmesberger (padre) como primer violín, Carl Heissler como segundo violín, Matthias Durst como viola, y Carl Schlesinger como chelo.
A partir de 1860 hubo una reestructuración del grupo, siendo sustituidos todos sus miembros, excepto el fundador. Adolf Brodsky fue el segundo violín hasta 1870, año en que dejó Viena. Sigismund Bachrich se convirtió en viola. Y David Popper entraría en el grupo entre 1868 y 1870 como chelo.
En 1875, Josef Hellmesberger (hijo) entró en el cuarteto, como segundo violín, convirtiéndose en el líder del grupo en 1887.
Por último, Ferdinand Hellmesberger, hijo de Josef (padre) y hermano de Josef (hijo), se unió al cuarteto como chelo en 1883.
El cuarteto desempeñó un importante papel en la vida musical de Viena, interpretando cuartetos de Ludwig van Beethoven, Johannes Brahms, Franz Schubert, y Antonín Dvořák.